# Sơn Tân, Cam Lâm
Sơn Tân là một xã thuộc huyện Cam Lâm, tỉnh Khánh Hòa, Việt Nam.
Xã Sơn Tân có diện tích 55,19 km², dân số năm 1999 là 721 người, mật độ dân số đạt 13 người/km².